# Let It All Blow
Let It All Blow is een nummer van de Amerikaanse funkband Dazz Band uit 1984. Het is de eerste single van hun vijfde album Jukebox.
"Let It All Blow" flopte in Amerika met een 84e positie in de Billboard Hot 100. In Europa werd het een hit in de nachtclubs en reikte het op de Britse eilanden, in Duitsland, en in het Nederlandse taalgebied tot de top 40. In de Nederlandse Top 40 bereikte het de 10e positie, terwijl het in de Vlaamse Radio 2 Top 30 de 15e positie bereikte.

## Tracklijst
7"
1. "Let It All Blow" - 3:55
2. "Now That I Have You" - 5:15